# 階梯井

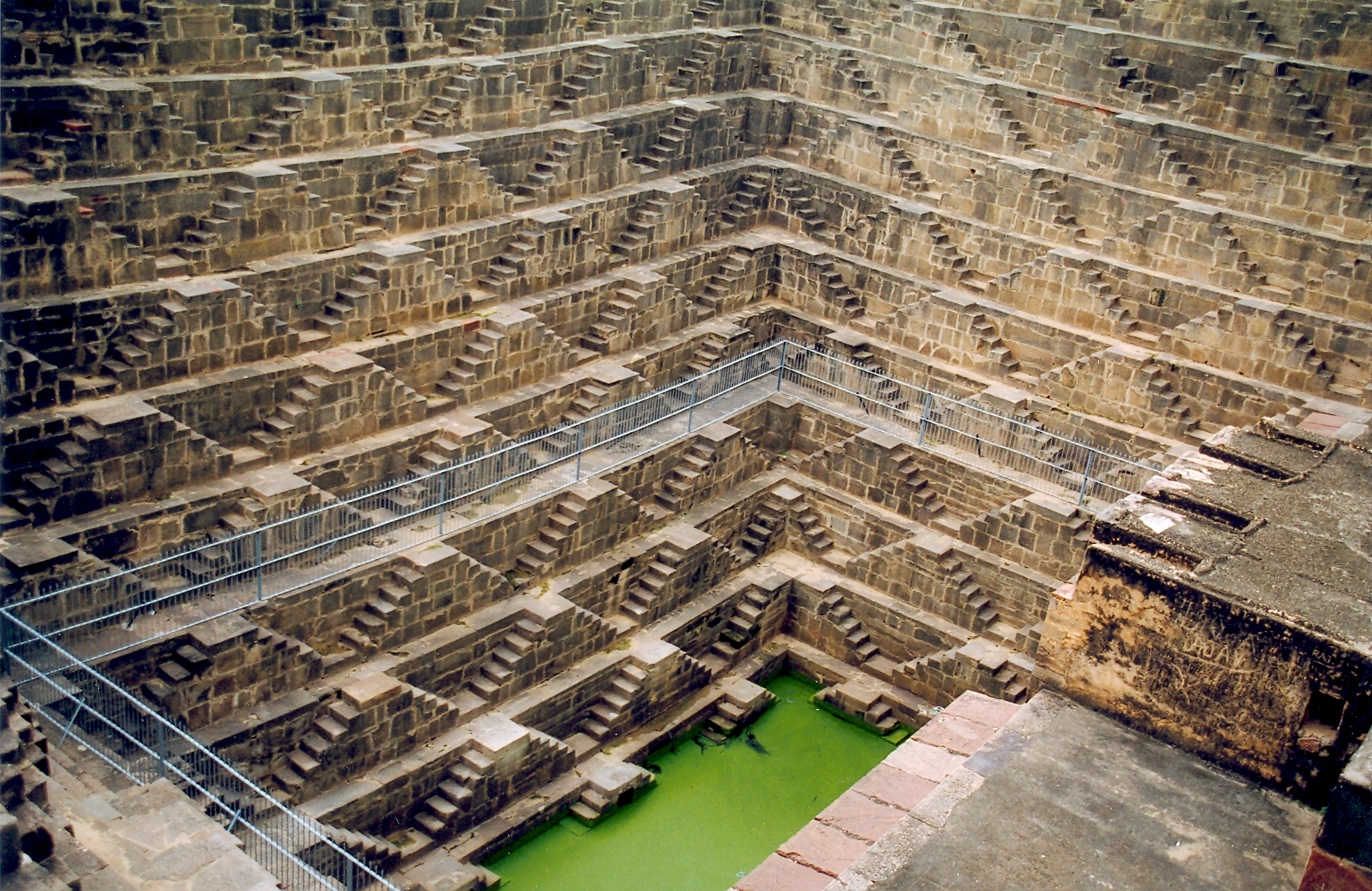
鄰近拉贾斯坦邦班迪库伊的月亮井，是印度最深的階梯井之一

阶梯井或梯井是一种井或池塘，在这种井或池塘中，通过一系列台阶下降到水面。階梯井一般是多层结构，它们在印度西部最为常见，在印度次大陆其他较为干旱的地区也有发现。